# アンドラの言語
アンドラの言語（アンドラのげんご）は、以下が話されている。

## カタルーニャ語
カタルーニャ語がアンドラの唯一の公用語である。政府、テレビ、ラジオ、およびその他の国内メディアで使用されている国の歴史的および伝統的な言語でもあり、人口の33%を占めるアンドラ国籍の住民の主要言語である。地元の方言は北西カタルーニャ語である。
また、アンドラの人口の43%を占めるスペインからの移民の25%ほどの主要言語である。大抵は、彼らは、1985年以降に、近隣のカタルーニャ州、バレンシア州から移住した。
アンドラ政府は、母国語しか知らない国内の住民に対し、憲法を完全に適用して問題を克服するために、移民の労働力の範囲内で言語の学習、使用を実施した。スペインから旅行に来るスペイン語話者からの莫大な収入に関わらず、アンドラには公私ともにカタルーニャ語だけの看板しかない。
アンドラは、カタルーニャ語が単独の公用語で、国内で公的な地位を有する唯一の国である。

## スペイン語とガリシア語
スペイン語は、カタルーニャ語に次いで、アンドラで重要な言語である。スペイン国籍を持つ移民の70%ほど（加えて、5%のガリシア語話者）の主要言語になっている。大半が1955年から1985年の間に移住して来た。
アンドラの発展度合いの低さ、移民の母国における教育の制限、フランコ体制下のスペインの侵攻への恐怖などで、国の憲法が承認された1993年まで移民が完全に統合することがより困難になっていた。それ以来、スペイン語は国内の住民の中で2番目に使用される言語になり、さらに、異なる言語背景を持った人々がコミュニケーションを取るための主要言語になり、ゆえに、最近の政府の努力によりカタルーニャ語がより一般的、普遍的に使われることになった。
アンドラではカタルーニャ語とフランス語の両方の教育システムを提供しているので、親がカタルーニャ語の科目を選べば、子どもがスペイン語を学ぶことができるようになっている。

## ポルトガル語
ポルトガル北部（ノルテ）の伝統的な経済状況により、1960年から1980年まで、アンドラ国内に大規模な移民流入が促進され、ポルトガル語話者の人口が全体の11%まで増加した。1990年代に移住したブラジル人の小さなコミュニティも加わり、現在ではルゾフォニアの人口が国全体の人口の13%ほどになっている。

## フランス語
フランスとの国境に近く、生活費に対する免税または減税があり、観光業が盛んで仕事を得る機会も多く、国の総人口の7％がフランス国民になっている。主にアフリカのフランス語圏からの移民である。フランスとの国境に近いパス・ダ・ラ・カザにおいて、カタルーニャ語に次いで、主要なコミュニケーション言語である。
スペイン語と同じように、親が選択すれば、子どもが学校でフランス語を学べるようになっている。